# Alexander Alekséyevich Moiseev
Alexander Alekséyevich Moiseev (en ruso: Александр Алексеевич Моисеев, romanizado: Aleksandr Alekseyevich Moiseev; 16 de abril de 1962) es un oficial naval de la Armada de Rusia. Actualmente ocupa el rango más alto de almirante, como Comandante en Jefe de la Armada de Rusia desde el 2 de mayo de 2024, aunque ya desempeñaba el puesto desde la destitución de su predecesor, Nikolái Yevménov, el 10 de marzo de 2024, tras las perdidas rusas en el frente naval en la invasión rusa de Ucrania.

## Biografía
Se formó como submarinista en la Armada Soviética. En junio de 2011, Moiseev fue promovido a subcomandante de las fuerzas submarinas de la Flota del Norte. En abril de 2012 fue promovido a comandante de las mismas. En 2013 fue ascendido a contraalmirante, cargo que compaginó, como diputado del Consejo de Diputados de Alexándrovsk (Óblast de Múrmansk). En 2016 fue nombrado jefe de Estado Mayor de la Flota del Norte.

## Distinciones
- Medalla al Valor
- Orden al Mérito Militar
- Medalla de la Orden al Mérito de la Patria, de segunda clase.
- Héroe de la Federación de Rusia (14 de febrero de 2011)[3][4]